# Megalagrion nesiotes
Megalagrion nesiotes – gatunek ważki z rodziny łątkowatych (Coenagrionidae). Endemit Hawajów; występuje na Maui, populacja z Hawaiʻi prawdopodobnie wymarła.